# Жорж Матон
Жорж Матон (фр. Georges Maton, 26 жовтня 1913 — 6 липня 1998) — французький велогонщик.
Бронзовий призер Олімпійських Ігор 1936 року на тандемах.